# Port lotniczy Springbok
Port lotniczy Springbok (IATA: SBU, ICAO: FASB) – port lotniczy położony w Springbok, w Prowincji Przylądkowej Północnej, w Republice Południowej Afryki.